# Luis Alberto Luna Tobar
Luis Alberto Luna Tobar OCD (ur. 15 grudnia 1923 w Quito, zm. 7 lutego 2017 tamże) – ekwadorski duchowny katolicki, biskup pomocniczy Quito 1977-1981 i arcybiskup Cuenca 1981-2000.

## Życiorys
Święcenia kapłańskie otrzymał 23 czerwca 1946.
17 sierpnia 1977 papież Paweł VI mianował go biskupem pomocniczym Quito ze stolicą tytularną Mulli. 18 września tego samego roku z rąk kardynała Pablo Muñoz Vega przyjął sakrę biskupią. 7 marca 1981 mianowany arcybiskupem Cuenca. 15 lutego 2000 ze względu na wiek na ręce papieża Jana Pawła II złożył rezygnację z zajmowanej funkcji.
Zmarł 7 lutego 2017.